# Хохлово (Дєдовицький район)
Хохлово (рос. Хохлово) — присілок в Дєдовицькому районі Псковської області Російської Федерації.
Населення становить 34 особи. Входить до складу муніципального утворення В'язєвська волость.

## Історія
Від 2015 року входить до складу муніципального утворення В'язєвська волость.

## Населення
| 2001 | 2002 | 2010 |
| ---- | ---- | ---- |
| 51   | ↗55  | ↘34  |